# Българомакедонско благотворително дружество (София)
Българомакедонското благотворително дружество е българска организация, основана с цел подпомагане българското население в Македония, останала под османска власт след 1878 година.

## История
Първоначално благотворителна организация е създадена под името Славянско благотворително дружество през септември 1880 година, но тъй като не получава подкрепа от местната общественост, прекратява скоро дейността си. През юни 1881 година се появява наследникът на дружеството – Българомакедонското благотворително дружество, което си поставя за цел да поддържа ученици в педагогическите училища в Княжество България и извън него. Създава се специален правилник за възпитаниците на организацията. Целта на дружеството е записана в член 1:
| „ | Цѣльта на Българо-Македонското благотворително дружество е: да спомага споредъ силитѣ си въ просвѣтително отношение на бѣдни Македончета, като напр. да подьржа нѣкои си отъ тѣхъ въ Педагогически училища, а на други да спомага съ училищни потрѣбности и т. н. | “ |

На 19 юли 1881 година в настоятелстото на дружеството са избрани: Григор Алексиев - председател, Мане Карамфилович - подпредседател, Юрдан Урумов - касиер, Юрдан Иванов - подсекретар и Илия Тошев - подсекретар.
През втората половина на следващата 1882 година дружеството се преустройва и разширява целите си. Комисия в състав Константин Поменов, Димитър Македонски, Димитър К. Оклев и Георги Разлогов изработва нов устав, в който освен поддръжка на ученици в педагогически училища, то си поставя за задача „ако средствата му позволяват, да отвори и поддържа едно педагогическо училище в Македония“. Дружеството ще има свои клонове, състоящи се от по най-малко 25 членове. За председател на организацията е избран Васил Диамандиев. В началото на следващата 1883 година Диамандиев се отцепва от дружеството и създава ново Македонско дружество, което обаче още през май 1883 година поради разногласия по повод изпращането на делегация за коронацията на цар Александър III, се разтурва. Диамандиев успява да оглави македонска делегация, но тя не е допусната до коронацията и се връща от средата на пътя. В началото на 1884 година Диамандиев отново е на стария си пост председател на Българомакедонското благотворително дружество.
През февруари 1884 година Българомакедонско благотворително дружество се обединява със съществуващото дружество за подпомагане на бедни ученици и се нарича Македонско благотворително дружество. На 11 март 1884 година е приет уставът му, в който е записано, че то има за цел „да спомага за нравственото и умственото развитие на българите в Македония“. На 25 март то избира Централно настоятелство от 15 членове, а на 1 април измежду тях е избран петчленен управителен комитет в състав Петко Каравелов — председател, Иван Евстратиев Гешов — подпредседател, Юрдан Урумов - касиер, и секретари Христо Попконстантинов и Илия Георгов.